# Hans-Josef Kapellmann
Hans-Josef „Jupp“ Kapellmann (* 19. Dezember 1949 in Bardenberg, heute zu Würselen) ist ein ehemaliger deutscher Fußballspieler, der heute als Arzt praktiziert. Mit dem FC Bayern München wurde er in den 1970er Jahren deutscher Meister, dreimal Sieger im Europapokal der Landesmeister und Weltpokalsieger. Zudem war der fünffache Nationalspieler im Kader der Weltmeistermannschaft von 1974. In der Bundesliga trat er auch für Alemannia Aachen, den 1. FC Köln und den TSV 1860 München an.

## Sportliche Laufbahn

### Vereinskarriere
Vom achten bis neunzehnten Lebensjahr durchlief Kapellmann alle Jugendklassen des in Bardenberg ansässigen SC 1930 Bardenberg, ehe er 1968 einen Profivertrag bei Alemannia Aachen unterschrieb. Sein Bundesliga-Debüt absolvierte er am 17. August 1968, dem ersten Spieltag der Saison, beim 4:1-Sieg beim amtierenden Meister, dem 1. FC Nürnberg. Sein erstes Bundesliga-Tor erzielte er am 19. Oktober 1968, dem 10. Spieltag, zum zwischenzeitlichen 1:1 bei der 2:4-Heimniederlage gegen den FC Bayern München. Mit Alemannia beendete er seine erste Bundesligasaison als Vizemeister hinter dem FC Bayern. Für Aachen bestritt er außerdem sieben DFB-Pokal-Spiele.
1970 wechselte er für 125.000 Mark Ablöse zum 1. FC Köln, für den er auch erstmals im europäischen Pokalwettbewerb eingesetzt wurde; insgesamt 17 Mal (3 Tore). Des Weiteren spielte er 20 Mal im DFB-Pokal (2 Tore) und wurde 1973 A-Nationalspieler. In seiner Kölner Zeit studierte er nebenbei Betriebswirtschaftslehre.  Im Viertelfinalrückspiel des DFB-Pokals am 12. April 1972, beim 5:1-Sieg gegen den FC Bayern, das wegen seiner Härte als „Schlacht von Köln“ in die Pokalhistorie einging, erlitt Bayerns Wolfgang Sühnholz nach einem Foul von Kapellmann einen derart komplizierten Beinbruch, dass er daraufhin mehr als ein Jahr lang nicht spielen konnte und danach seine Karriere nurmehr auf niedrigerer Ebene fortsetzen konnte.
Mit dem FC Bayern München – der für den Wechsel die damalige Rekord-Ablösesumme von 800.000 (plus Mehrwertsteuer) hinlegte – konnte er von 1973 bis 1979 seine größten sportlichen Erfolge feiern. Er bestritt 16 DFB-Pokal-Spiele (3 Tore), 32 europäische Pokalspiele (1 Tor), und zwei Weltpokal-Spiele für den FC Bayern München, sowie zwei Spiele in der A-Nationalmannschaft. Auch in dieser Zeit verfolgte er ein Studium, wechselte in München jedoch zur Medizin. Darauf gründete auch sein Spitzname Apotheke.
1979 wechselte er zum Bundesligaaufsteiger TSV 1860 München – nach eigenen Angaben auch, weil sein ehemaliger Mitspieler Uli Hoeneß, zu dem seit jeher ein angespanntes Verhältnis bestand, Manager bei den Bayern wurde und er nicht mit Hoeneß als Vorgesetztem arbeiten wollte. Uli Hoeneß bemerkte dazu, Kapellmann sei wohl gegangen, weil er gewusst habe, dass er (Hoeneß) seinen Vertrag nicht habe verlängern wollen.
Beim TSV 1860 München spielte er in seiner ersten Saison in 33 Bundesligapartien. 1860 beendete die Saison unter dem seit dem 11. Spieltag agierenden Trainer Carl-Heinz Rühl als 13., lag aber nur einen Punkt über den Abstiegsrängen. In der Folgesaison verletzte sich Kapellmann Mitte September im Spiel bei Eintracht Frankfurt am sechsten Spieltag früh um musste sich nach 12 Minuten auswechseln lassen. Sein rechtes Knie erwies sich als schwer angeschlagen. Trotz intensiver Reha fand er nicht zu alter Form zurück und bestritt noch das Bundesligaspiel am 14. Februar 1981 (21. Spieltag) beim 1:1 gegen den 1. FC Kaiserslautern und beendete danach seine Fußballer-Karriere. Die 60er stiegen am Ende der Saison als 16. ab.
Kapellmann absolvierte 338 Bundesligaspiele und erzielte dabei 36 Treffer. Zufrieden stellte er rückblickend auf seine Karriere fest, er sei mit einer halben Million Mark Jahresgehalt „Deutschlands bestbezahlter Student“ gewesen.

### Auswahleinsätze
Am 26. November 1967 debütierte Kapellmann im Nationaltrikot und erzielte auch den einzigen Treffer bei der 1:3-Niederlage der DFB-Jugendauswahl in Flensburg gegen die Auswahl Dänemarks. 1968 kam er in dieser Auswahl sechsmal zum Einsatz, davon in drei Spielen während des UEFA-Juniorenturniers in Frankreich.
Von 1969 bis 1973 absolvierte er sechs Parteien für die DFB-U-23-Auswahl. Erstmals am 24. September 1969 lief er bei der 1:2-Niederlage in Bukarest gegen Rumänien auf. Seinen Abschied in diesem Team gab das bereits zum A-Nationalspieler gereifte Talent am 27. März 1974 in Duisburg beim 5:1-Sieg über die USA. Für die B-Nationalmannschaft kam er dreimal zum Einsatz. Die drei Spiele verteilen sich mit je einer Begegnung auf die Jahre 1972, 1974 und 1975.
Am 12. Mai 1973 debütierte er in der A-Nationalmannschaft, die in Hamburg mit 3:0 gegen Bulgarien gewann. Ende des Jahres verletzte er sich bei einem Länderspiel gegen Österreich infolge eines Foulspiels mit einem Kreuz- und Innenbandriss am Knie schwer, so dass er im folgenden Jahr bei der Weltmeisterschaft im eigenen Land keine Chance gegen Berti Vogts hatte und ohne Einsatz blieb. Mit der Mannschaft gewann er den Weltmeistertitel. Sein letztes Länderspiel bestritt Kapellmann bereits im selben Jahr am 20. November 1974 in Piräus beim 2:2-Unentschieden gegen Griechenland, als er in der 78. Minute für Bernd Cullmann eingewechselt wurde. In den fünf Partien, in denen er mitwirkte, siegte die DFB-Elf dreimal bei je einem Remis und einer Niederlage.

### Palmarès

#### Erfolge
- Weltmeister 1974 (ohne Einsatz)
- Weltpokal-Sieger 1976 mit dem FC Bayern München
- Europapokalsieger der Landesmeister 1974, 1975, 1976 mit dem FC Bayern München
- Deutscher Meister 1974 mit dem FC Bayern München
- Torschütze des Monats Januar 1973[5]

#### Auszeichnung
Für seine Aufnahme in den Kader der Weltmeistermannschaft 1974 und den Gewinn der Fußballweltmeisterschaft erhielt er mit dem Kader am 23. September 1974 von Bundespräsident Walter Scheel das Silberne Lorbeerblatt.

## Berufliche Laufbahn und weiterer Werdegang

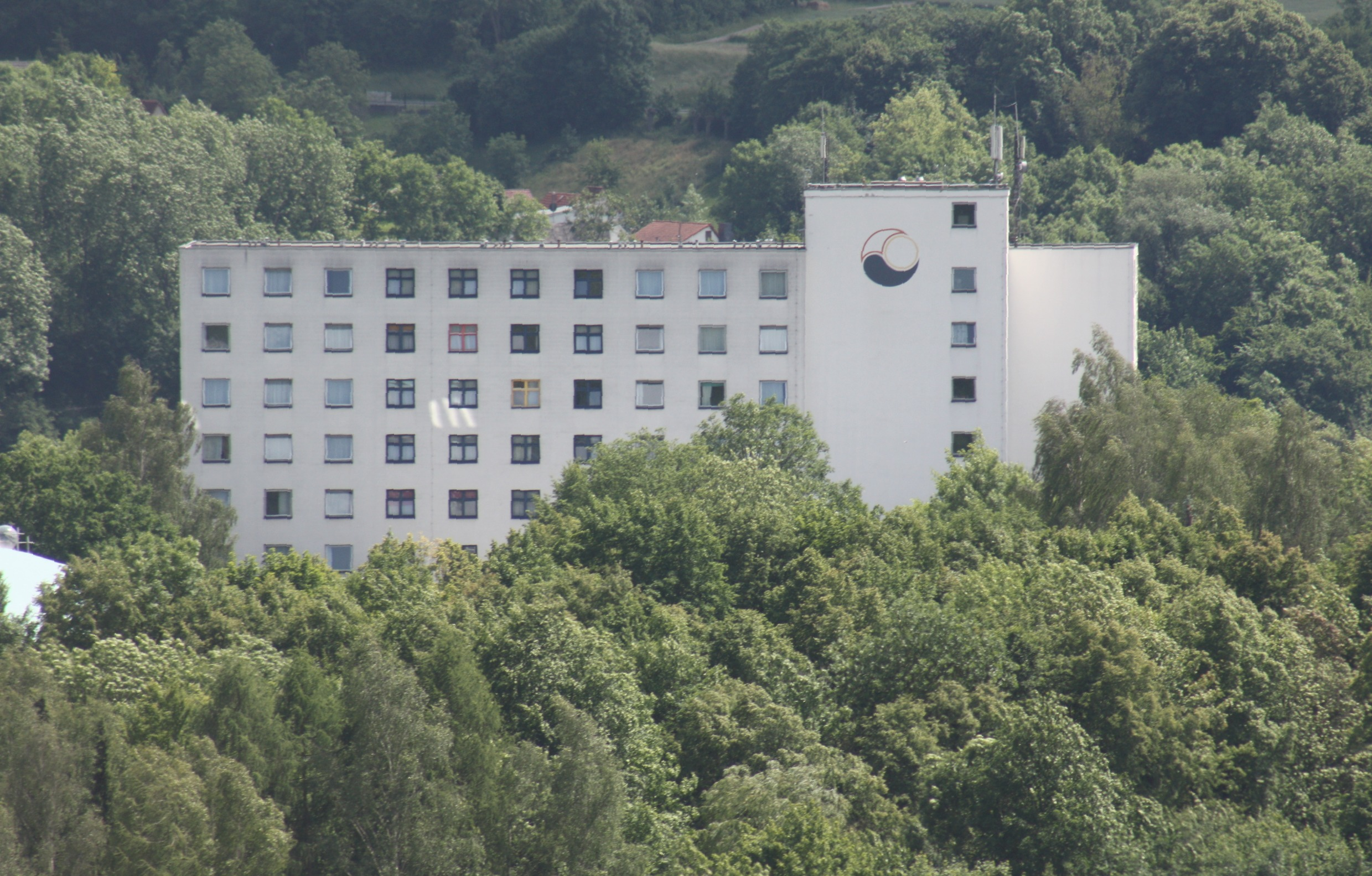
Klinikzentrum Bad Sulza, errichtet 1969 als Wismut-Sanatorium

Kurz vor seinem letzten Staatsexamen ernannte der TSV 1860 München Kapellmann im April 1981 zum „ehrenamtlichen Fußballberater“. Beim 3:1-Erfolg des abstiegsbedrohten Bundesligisten gegen den FC Schalke 04 wenige Wochen später saß er erstmals in dieser Managerrolle neben Cheftrainer Carl-Heinz Rühl auf der Bank und war optimistisch, trotz seiner Knieverletzung gegebenenfalls nochmals als Spieler eingreifen zu können. Beim mit 4,5 Millionen DM verschuldeten Klub kündigte er im Juni Kürzungen bei den Gehältern an, um die Lizenzierungsanforderungen erfüllen zu können. Trotz der finanziellen Schwierigkeiten gelang es ihm nach dem Abstieg in die 2. Bundesliga mit jungen Talenten wie Rudi Völler, Uwe Schreml, Leo Bunk und Herbert Waas sowie erfahrenen Leuten wie Wolfgang Sidka oder Erich Beer eine Mannschaft zusammenzustellen, die unter dem ebenfalls neu geholten Trainer Václav Halama um den direkten Wiederaufstieg spielte. Nach internen Querelen tauschte der Klub im März 1982 die sportliche Leitung aus, Halama und Kapellmann verließen den Klub – am Ende der Spielzeit 1981/82 wurde der Absteiger zwar Tabellenvierter, erhielt aber keine Lizenz für die kommende Spielzeit. Kurze Zeit später machte Kapellmann erneut Schlagzeilen im Umfeld der 1860er, als er anbot, beim Invaliditätsantrag des Klubs für den von ihm medizinisch betreuten Ex-Spieler Manfred Eble – Kapellmann gehörte zum operierenden Ärzteteam als bei der Rückkehr von einem Freundschaftsspiel in Straubing am 1. September 1981 ein Schaustellerwagen den Mannschaftsbus gestreift hatte und dabei ein Stahlrohr Ebles Schädelknochen zertrümmerte und Gehirnschäden verursachte, die dann auch für das Karriereende maßgeblich waren – zu unterstützen.
Hans-Josef Kapellmann promovierte im Jahr 1988 an der Universität München zum Thema Die Bedeutung des Ausscheidungsurogrammes nach Angio-Kardiographie bei 7700 Patienten zum Dr. med. Anschließend war er als leitender Oberarzt am Düsseldorfer St.-Vinzenz-Krankenhaus tätig und äußerte sich auch zu sportmedizinischen Belangen etwa im Zusammenhang mit der Bundesliga. Später war er als Facharzt für Orthopädie und Unfallchirurgie langjährig in Rosenheim tätig. Er arbeitete ab 2010 als Orthopäde in Saudi-Arabien, wo er in einer Klinik Leiter der Abteilung für Orthopädie und Traumatologie war. Arabisch lernte er dabei als seine fünfte Fremdsprache, wie er angab. Mehrmals im Jahr reiste er dabei zum Urlaub nach Rosenheim. Seit 2018 ist Kapellmann als Facharzt für Orthopädie im Klinikzentrum von Bad Sulza in Thüringen tätig.

## Privates
Kapellmann heiratete 1975 Beate Schnorrenberg (* 1951), die als Sängerin unter den Namen Ariane und Mercedes zwischen 1971 und 1979 fünf Singles und eine Langspielplatte veröffentlichte. 1979 trat sie mit dem Lied Boogie Me in Ilja Richters ZDF-Programm Disco auf. Sie studierte zudem Biologie und Französisch, um Lehrerin zu werden. Die beiden waren bekannt dafür, fast nur Französisch miteinander zu sprechen. Mit ihr, die später unter dem Namen Ariane Kapellmann als Heilpraktikerin in Rosenheim tätig war, hat er die Tochter Hanna.
Um das Jahr 2000 heiratete er zum zweiten Mal. Mit Gabi, der Tochter seines früheren Professors im Medizinstudium Karl Viernstein, der ihn auch im Vorfeld der Weltmeisterschaft 1974 operiert hatte, hat er sechs gemeinsame Kinder.